# Centrum Ekspozycyjne Stara Kotłownia w Olsztynie
Centrum Ekspozycyjne Stara Kotłownia – galeria sztuki współczesnej w centrum olsztyńskiego miasteczka uniwersyteckiego w dzielnicy Kortowo przy ul. Prawocheńskiego 9. Mieści się na drugim piętrze w zabytkowym budynku z drugiej połowy XIX w., który pierwotnie pełnił funkcję kotłowni, ale w 2013 roku po gruntownej renowacji zmienił swoje przeznaczenie. Galeria prowadzona przez Wydział Sztuki Uniwersytetu Warmińsko-Mazurskiego w Olsztynie. Galeria rozpoczęła działalność wystawą „Nienazwane. Anna Drońska - obrazy, Violetta Kulikowska-Parkasiewicz - rysunki” w dniu 9 stycznia 2014 roku.